# Maison, 7 rue Jules-Migonney (Bourg-en-Bresse)
La maison du 7 rue Jules-Migonney est une maison située à Bourg-en-Bresse, dans le département de l'Ain, au 7 de la rue Jules-Migonney.

## Présentation
La maison fait partiellement l'objet d'une inscription au titre des Monuments historiques, depuis le 14 décembre 2022. 